# Ana Risueño
Ana Risueño Neila (Madrid, 22 de junio de 1969) es una actriz española.

## Filmografía

### Cine

#### Largometrajes
- Enciende mi pasión (1994), de José Miguel Ganga.
- Bajo la piel (1996), de Francisco J. Lombardi.
- La Celestina (1996), de Gerardo Vera.
- Sueños en la mitad del mundo (1998), de Carlos Naranjo Estrella.
- Lágrimas negras (1998), de Fernando Bauluz y Ricardo Franco.
- El diablo en el paraíso (1999), de Ernesto Martín.
- La Vespa e la regina (1999), de Antonello de Leo.
- No respires: El amor está en el aire (1999), de Joan Potau.
- San Bernardo (2000), de Joan Potau.
- Lucía y el sexo (2001), de Julio Medem.
- El paraíso ya no es lo que era (2001), de Francesc Betriu.
- No dejaré que no me quieras (2002), de José Luis Acosta.
- Impulsos (2002), de Miguel Alcantud.
- Isi/Disi. Amor a lo bestia (2004), de Chema de la Peña.
- Un difunto, seis mujeres y un taller (2007), de Antonio Cuadri.
- Rumors (2007), de Óscar Aibar.
- La herencia Valdemar (2009), de José Luis Alemán.
- La herencia Valdemar II: La sombra prohibida (2010), de José Luis Alemán.
- Todo lo que tú quieras (2010), de Achero Mañas

#### Cortometrajes
- Big Wendy (1995), de Juan Martínez Moreno.
- Perdón, perdón (1998), de Manuel Ríos San Martín.
- Amarantado (2000), de Lino Escalera.
- Desayunar, comer, cenar, dormir (2003), de Lino Escalera.

### Televisión

#### Papeles fijos
- Canguros (1994-1997), en Antena 3.
- Más que amigos (1997-1998), en Telecinco.
- La vida en el aire (1998), en La 2
- A medias (2002), en Antena 3.
- Cuéntame cómo pasó (2006-2008; 2010; 2014; 2021), en La 1.
- Guante blanco (2008), en La 1.
- Gran Reserva (2010-2013), en La 1.
- Frágiles (2013), en Telecinco.
- Seis hermanas (2016-2017), en La 1.
- Derecho a soñar (2019), en La 1.
- Las chicas del cable (2020), en Netflix.

#### Papeles episódicos
- La mujer de tu vida (1990), en La 1.
- Crónicas urbanas (1991), en La 2.
- Médico de familia (1997), en Telecinco.
- Ellas son así (1999), en Telecinco.
- Aquí no hay quien viva (2003), en Antena 3.
- Los simuladores (2006), en Cuatro.
- Hermanos y detectives (2007), en Telecinco.
- Los misterios de Laura (2009), en La 1.
- ¿Qué fue de Jorge Sanz? (2010), en Canal+.
- Pequeñas coincidencias (2018), en Prime Video y Antena 3.
- La que se avecina (2021), en Prime Video y Telecinco.

#### TV movies
- Vuelo IL 8714 (2010), en Telecinco.